# Ambassade du Pakistan en France
L'ambassade du Pakistan en France est la représentation diplomatique de la république islamique du Pakistan auprès de la République française. Elle est située 18 rue Lord-Byron, dans le 8e arrondissement de Paris, la capitale du pays.

## Histoire

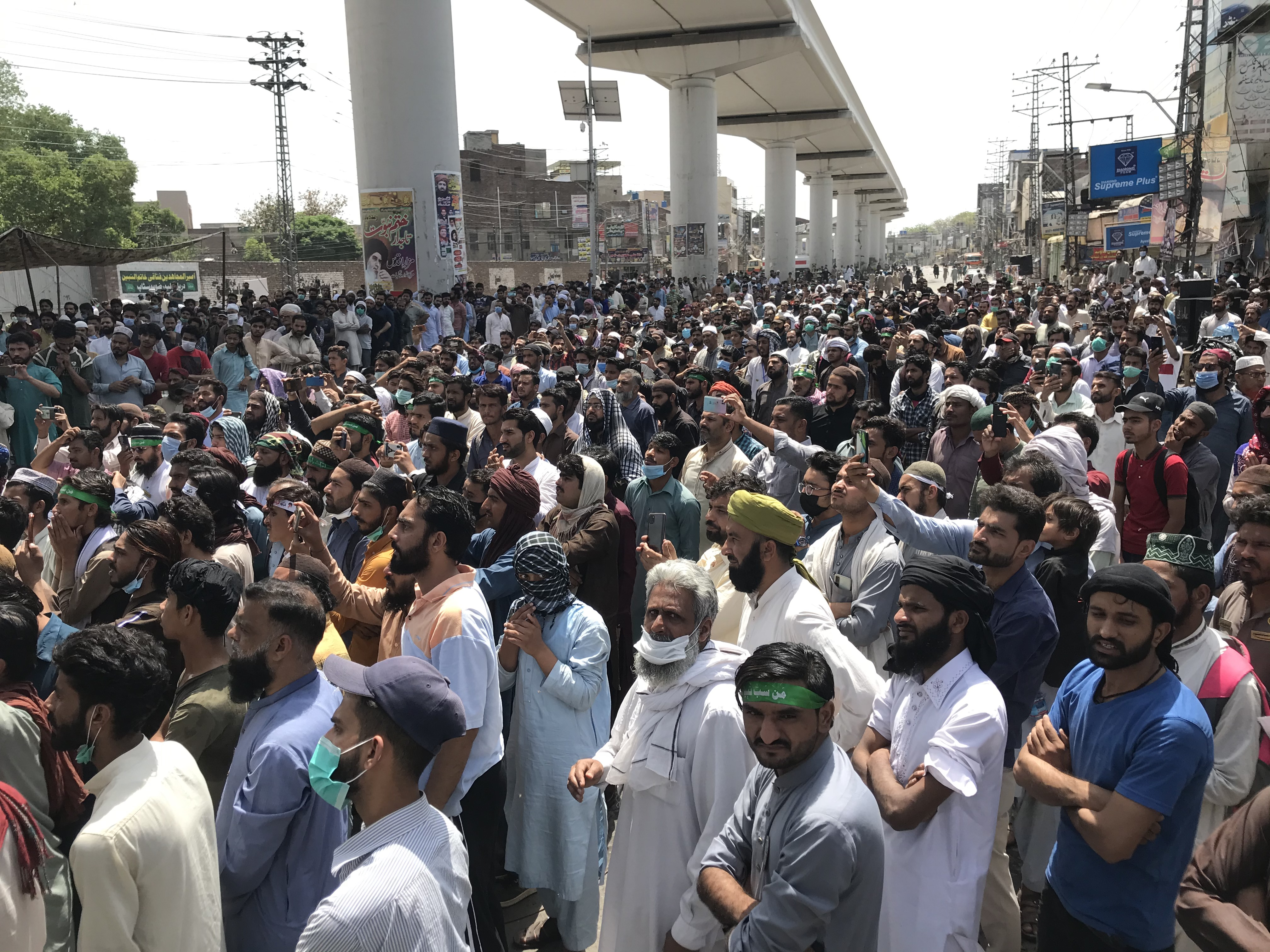
Manifestation en avril 2021 à Lahore.

En octobre - novembre 2020, à la suite des propos du président français, Emmanuel Macron, sur la liberté de caricaturer (dans le contexte de l'assassinat de Samuel Paty et du procès des attentats de janvier 2015 dont celui contre Charlie Hebdo), l'organisation islamiste Tehreek-e-Labbaik Pakistan (TLP) lance plusieurs manifestations au Pakistan. Pour sa part, le Premier ministre, Imran Khan, s'en prend au président français et, chose rarissime, l'ambassadeur de France est convoqué par le ministère des Affaires étrangères pakistanais. Pour mettre fin à la mobilisation, Imran Khan conclut alors un accord avec le groupe islamiste, qui comprend notamment la libération de militants du TLP interpellés lors des manifestations. Le poste d'ambassadeur demeure vacant pendant deux ans après le départ du titulaire à l'été 2020.

## Ambassadeurs du Pakistan en France
Les ambassadeurs du Pakistan en France ont été successivement :
| Date de nomination | Date de nomination | Date de remise des lettres de créance | Date de remise des lettres de créance | Ambassadeur                                                 |
| ------------------ | ------------------ | ------------------------------------- | ------------------------------------- | ----------------------------------------------------------- |
| ?                  |                    | 24 novembre 1950                      | [ JORF 1 ]                            | Muhammad Nawaz Khan (en) (محمد نواز الائی)                  |
| ?                  |                    | 15 mars 1952                          | [ JORF 2 ]                            | Habib Ibrahim Rahimtoola (en) (حبیب ابراہیم رحمت الل)       |
| ?                  |                    | 13 octobre 1953                       | [ JORF 3 ]                            | Mohammed Ikramullah (en) (محمد اکرام اللہ)                  |
| ?                  |                    | 5 avril 1957                          | [ JORF 4 ]                            | Mohammad Mir Khan                                           |
| ?                  |                    | 10 mars 1960                          | [ JORF 5 ]                            | Nawabzada Agha Mohammad Raza (en)                           |
| ?                  |                    | 21 décembre 1962                      | [ JORF 6 ]                            | Jalaludin Abdur Rahim (جلال الدين عبدرالرحيم)               |
| ?                  |                    | 17 septembre 1966                     | [ JORF 7 ]                            | Ikbal Athar                                                 |
| ?                  |                    | 22 novembre 1968                      | [ JORF 8 ]                            | Samiullah Khan Dehlavi (de)                                 |
| ?                  |                    | 24 mars 1972                          | [ JORF 9 ]                            | Sahabzada Yaqub Khan (صاحبزادہ یعقوب خان)                   |
| ?                  |                    | 2 janvier 1974                        | [ JORF 10 ]                           | Mahmood Shafqat (en)                                        |
| ?                  |                    | 28 avril 1976                         | [ JORF 11 ]                           | Muzaffar Ali Khan Qizilbash (en) (نواب مظفر علی خان قزلباش) |
| ?                  |                    | 31 juillet 1978                       | [ JORF 12 ]                           | Iqbal Ahmed Akhund (en)                                     |
| ?                  |                    | 20 novembre 1980                      | [ JORF 13 ]                           | Sahabzada Yaqub Khan (صاحبزادہ یعقوب خان)                   |
| ?                  |                    | 18 juin 1982                          | [ JORF 14 ]                           | Jamsheed Marker (en) (جمشید مارکر)                          |
| ?                  |                    | 17 octobre 1986                       | [ JORF 15 ]                           | Niaz Naik (en) (نیاز نائیک)                                 |
| ?                  |                    | 21 septembre 1988                     | [ JORF 16 ]                           | Shahid Amin (d)                                             |
| ?                  |                    | 17 octobre 1990                       | [ JORF 17 ]                           | Tanvir Ahmad Khan (en) (تنویر احمد خان)                     |
| ?                  |                    | 7 janvier 1992                        | [ JORF 18 ]                           | Saidulla Khan Dehlavi (en) (سید اللہ خان دہلوی)             |
| ?                  |                    | 18 mai 1999                           | [ JORF 19 ]                           | Shahryar Khan (en) (شہریار محمد خان)                        |
| ?                  |                    | 4 septembre 2001                      | [ JORF 20 ]                           | Musa Javed Chohan (en) (موسی جاوید چوہان)                   |
| ?                  |                    | 4 novembre 2003                       | [ JORF 21 ]                           | Aneesuddin Ahmed (d)                                        |
| ?                  |                    | 19 avril 2007                         | [ JORF 22 ]                           | Asma Anisa (d)                                              |
| ?                  |                    | 15 janvier 2010                       | [ JORF 23 ]                           | Shafkat Saeed (d)                                           |
| ?                  |                    | 22 février 2013                       | [ JORF 24 ]                           | Ghalib Iqbal (d)                                            |
| ?                  |                    | 9 novembre 2016                       | [ JORF 25 ]                           | Moin Ul Haque (en) (معین الحق)                              |
| Vacant 2020-2022   |                    |                                       |                                       |                                                             |
| 2022               |                    | 13 janvier 2023                       | [ JORF 26 ]                           | Asim Iftikhar Ahmad (d) (عاصم افتخار احمد)                  |
| 2025               |                    |                                       |                                       | Mumtaz Zahra Baloch                                         |

## Dépendances

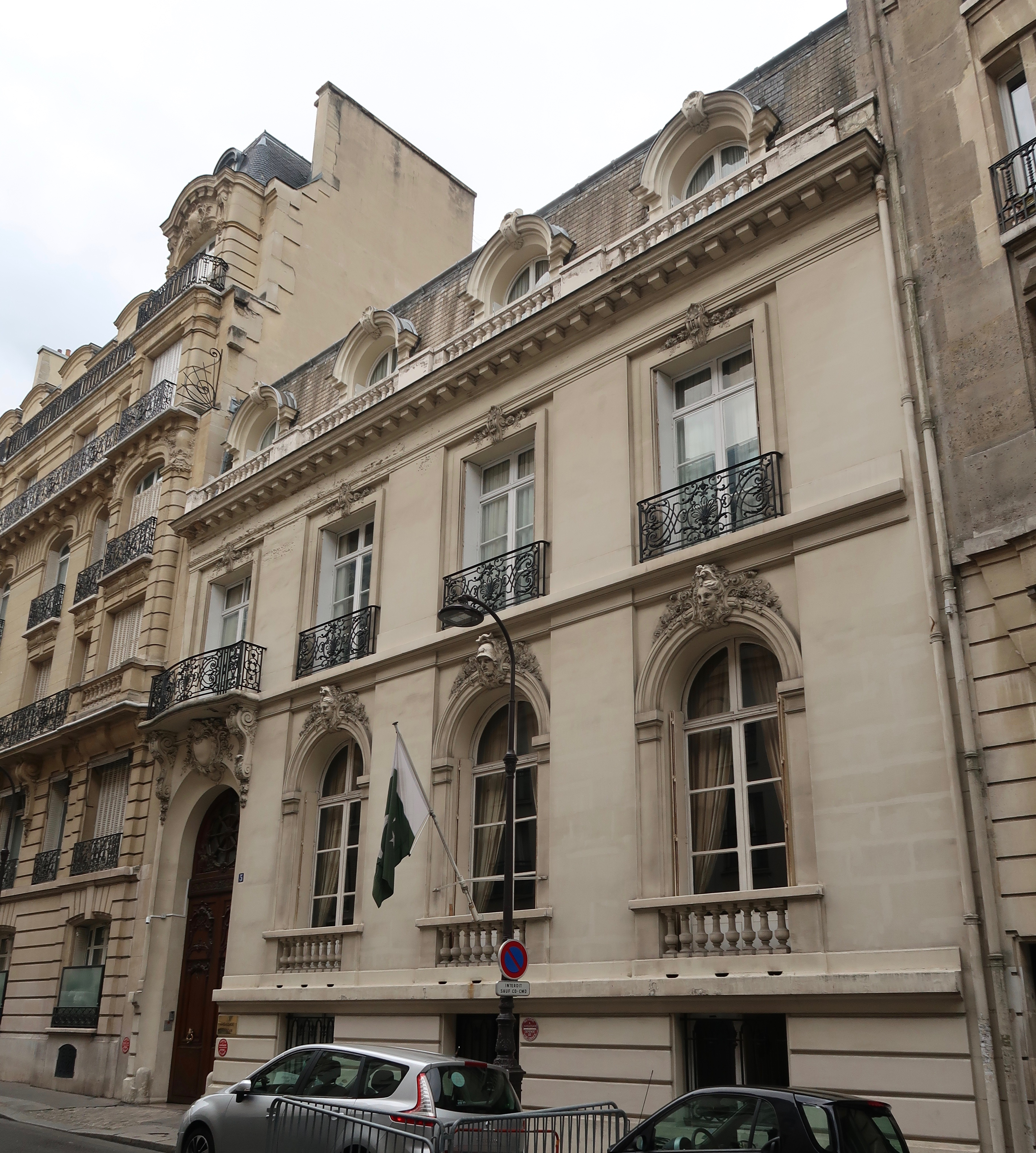
Résidence de l'ambassadeur.

La résidence de l'ambassadeur du Pakistan se trouve 5 rue du Général-Appert dans le 16e arrondissement.
Le Pakistan ne possède pas d'autre consulat que la section consulaire de son ambassade à Paris.